# Sjursnes
Sjursnes (nordsamiska: Várpenjárga) är en kyrkby i Tromsø kommun i Troms fylke i norra Norge. Orten ligger där fylkesväg 7758 möter fylkesväg 7760, på västra sidan av Sørfjorden, den södra delen av Ullsfjorden. Här finns Ullsfjords kyrka.
Orten utgjorde tidigare centralort i dåvarande Ullsfjords kommun.

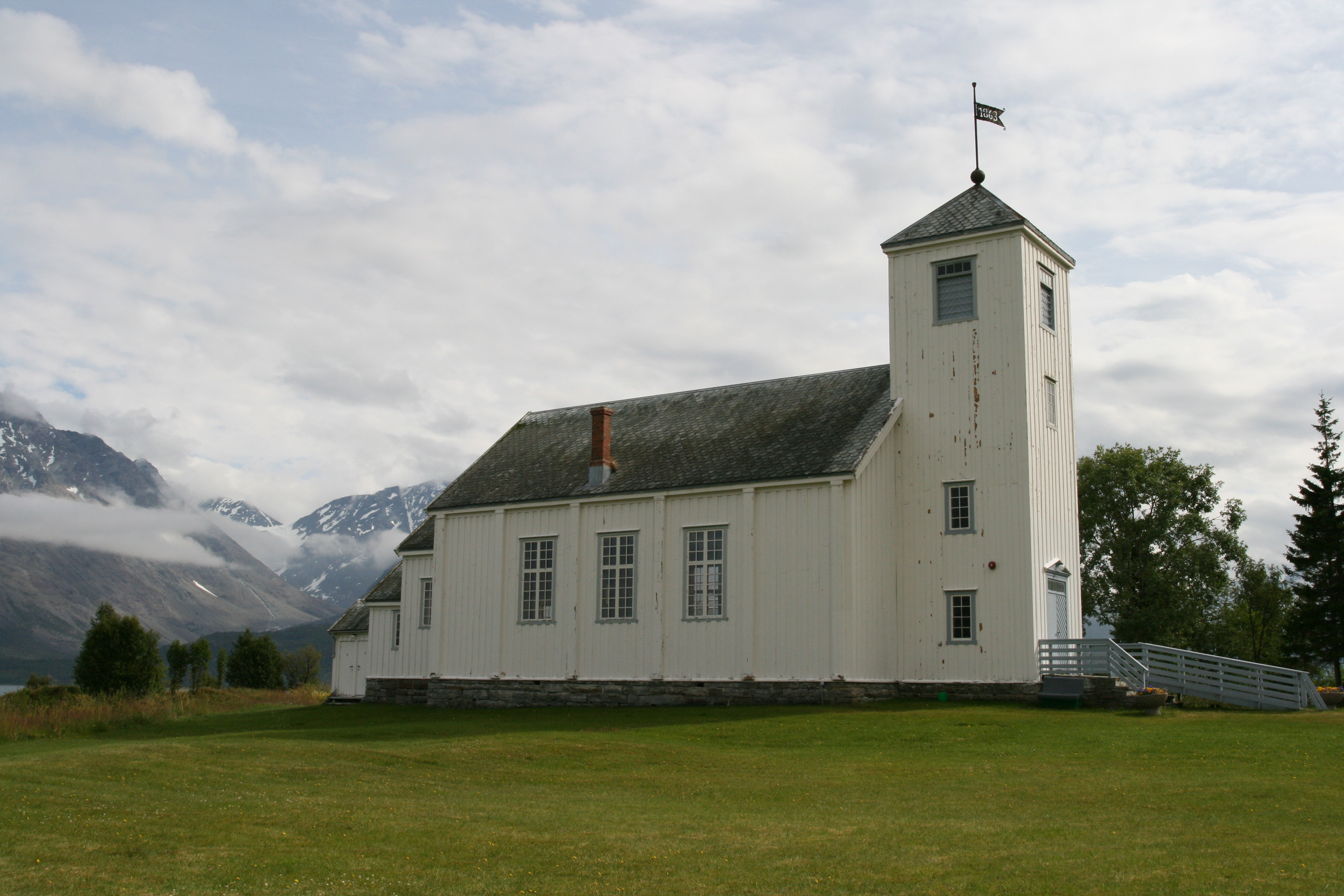
Ullsfjords kyrka.